# Ковалёва, Ирина Владимировна
Ирина Владимировна Ковалёва (род. 21 марта 1964 года, Новопокровская) — русская поэтесса, писатель и переводчик, публицист. Член Правления Московского регионального отделения Союза переводчиков России. Президент Международных фестивалей искусств «Генуэзский маяк» и «Степная лира».

## Биография
Ирина Владимировна Ковалёва родилась во Всемирный день поэзии — 21 марта 1964 года в станице Новопокровской Краснодарского края. — на родине матери, урождённой Андриенко Нины Ивановны. По линии отца, Ковалёва Владимира Ивановича (Заслуженного врача России, детского хирурга-онколога, разработавшего уникальные методы органосохраняющих операций в детской онкологической практике), происходит из старинного казачьего рода: её предки Ефим и Евдокия Рябухи вместе с другими переселенцами основали станицу Гостагаевскую под Анапой.
В 1981 году окончила с золотой медалью английскую спецшколу № 63 г. Москвы, а в 1987 году с красным дипломом по специальности «педиатрия» — 2-й Московский ордена Ленина государственный медицинский институт имени Н. И. Пирогова, ныне — Российский государственный медицинский университет. С 1987 по 1989 год училась в клинической ординатуре на кафедре детской неврологии того же вуза, а затем в аспирантуре. С 1987 по 1990 год посещала литературную студию при Московском геологоразведочном институте, которой руководил поэт Леонид Володарский.
В 1990 году перешла на должность литературного консультанта отдела писем журнала «Огонёк» и поступила в Литературный институт им. Горького при Союзе писателей СССР — на заочное отделение в творческий семинар, которым руководил поэт Евгений Винокуров, настоявший на том, чтобы Ирину Ковалёву приняли вне конкурса, и веривший в творческое будущее своей студентки, в своем последнем интервью он назвал её «Мастером» с большой буквы. С 2010 года Ирина Ковалёва вместе с Иваном Белокрыловым проводит в ЦДЛ ежегодные Винокуровские чтения.
Первая подборка стихов вышла в 1984 году в журнале «Смена», первая книга стихов — «Четвертая Троя» — в 1993 году — на третьем курсе Литинститута, а на первом — в 1991 году Ирина Ковалева стала лауреатом премии Гуманитарного фонда имени А. С. Пушкина.
В 1994 году принята в Союз писателей Москвы по рекомендации Татьяны Бек и Геннадия Красникова. В том же году делегирована от Литинститута на Международный фестиваль Стружские вечера поэзии. Его участницей также была в 1996 году — вместе с поэтом Владимиром Соколовым и в 2000 году — в составе делегации русских поэтов — авторов антологии «Русская поэзия — XX век» во главе с её составителем — поэтом Владимиром Костровым.
В 1995 году окончила с красным дипломом Литературный институт имени Горького и выпустила вторую книгу стихов — «Кесарево сечение». Одновременно вместе с поэтами Леонидом Володарским и Иваном Белокрыловым основала Независимую писательскую ассоциацию «Лютня Ориолы», сопредседателем которой и является.
Члены ассоциации, стоящие на позициях светореализма, каждую последнюю субботу месяца (с октября по май) проводят в малом зале московского Центрального дома литераторов (ЦДЛ) литературно-философские вечера из цикла «Лютня Ориолы представляет…». «Лютня…» считается одной из лучших литературных гостиных клуба писателей ЦДЛ.
В 2001 году вступила в Союз переводчиков России и в том же году была награждена премией журнала Союза писателей Москвы «Кольцо А», а также Большой премией Международного литературного фонда им. Милана Фюшта Венгерской Академии Наук с вручением памятной медали и диплома. Премия присуждена за переводы литературных памятников, в частности, «Плача Марии» — первого стихотворения, написанного на древневенгерском языке, и ранее никогда на русский не переводившегося. Перевод «Плача Марии», литературная ценность которого сравнима с «Плачем Ярославны», в Венгрии был признан важнейшим событием общекультурного значения -

…"Древневенгерский плач Марии", настолько блистательно переведённый русской поэтессой, что даже в Венгерской Академии наук сказали о том, что «наконец-то этот „Плач“ есть на русском языке, как живое и яркое произведение»!— Петер Вицаи
В том же году наряду с другими произведениями мальтийских поэтов перевела первое из дошедших до нас стихотворений, написанных на мальтийском языке и также ранее не переводившееся на русский, — «Кантилену» Петруса Каксаро (датируется XV веком).
В 2002 году издана третья книга стихов «Вёрстка мира». В том же году Ирина Ковалева вошла в состав жюри Московского открытого конкурса детско-юношеского литературного творчества «Волшебное слово», по итогам которого совместно с Иваном Белокрыловым организует ежегодные фестивали детско-юношеского творчества «Дети третьего тысячелетия».
Была главным редактором журнала «Популярная медицина», а также «Не болей!», «Худеем правильно» и ряда других приложений к журналу «Здоровье». С 2007 по 2010 — издатель и главный редактор русско-японского журнала «О’Гэнки».
С 2010 года вместе с Иваном Белокрыловым — ведущая новой литературной гостиной «На перекрёстках миров», действующей при клубе писателей ЦДЛ.
Победитель I открытого международного поэтического конкурса «Стихи о переводе и переводческой деятельности».
В мае 2016 года стала лауреатом VIII Международного фестиваля «Поющие письмена» в номинации «За перевод произведений славянских поэтов на русский язык»..

## Публикации
- Стихи, переводы и критические статьи публиковались в журналах «Смена», «Огонёк», «Знамя», «Литературная учёба», «Юность», «Истоки», «Работница», «Кольцо А», «Родомысл», «Дельфис», «Мир перевода», «Столпотворение», «Акме», «Переводчик», «Здоровье» (цикл детских стихов), в альманахах «Литературные знакомства», «Тёплый стан», «Площадь Свободы», «Орфей», «Небожители подвала», а также в «Литературной газете», «Литературной России», «Вечернем клубе», «Москвичке», австро-венгерской газете «Российский курьер» и др.
- Переводы стихов Ирины Ковалевой опубликованы в журнале Союза венгерских писателей «Мадьяр Напло» (август 2006), венгерских журналах «Naput» (ноябрь 2008) и «Agria», венгерской антологии «Atlantisz fele» (2008), словацкой «Литературной газете» (февраль, 2005), китайском литературном журнале «Фей Тян» (№ 2 1997), а также в македонских литературных изданиях.
- Автор многих статей энциклопедии «Аванта+» (тома «Человек», «Медицинские профессии», «Баня»), а также более 30 научно-популярных книг и брошюр о здоровье, выходивших в ИДЖ «Здоровье», «ОЛМА-пресс», «Эво-импрешенс» и других издательствах.
- Статьи и интервью публиковались в журналах «Cosmopolitan», «Магия Космо», «Харперс-Базаре», «Бьюти», «Добрых советах», «Лизе», «Женских секретах», «Похудей!», «Суперстиль», «Дольче Вита», «Гала», «Шейп», «Крестьянка», «Она», «Априори», «Доктор Тревел», «Здоровье от природы», «Красоте и Здоровье», «Моем ребенке», «Здоровье школьника», «АИФ-Здоровье», «Формуле Здоровья — Топ Санте», «Врачебных тайнах», «Культе личностей» и др.
- Принимала участие в телепередачах «Пусть говорят» с Андреем Малаховым на первом канале, «Стихоборье» с Юрием Поляковым («Культура»), в программах о поэзии и здоровом образе жизни на «Домашнем» с Вадимом Тихомировым, а также на канале Западного округа.

### Поэтические сборники
- «Четвёртая Троя», 1993 год, издательство «Латард».
- «Кесарево сечение», 1995 год, «Профиздат».
- «Вёрстка мира», 2002 год, издательство «Крук».
- Антология «Русская поэзия. XX век» под редакцией Владимира Кострова и Геннадия Красникова, «Олма-пресс», 1999
- «Современная русская поэзия. 6500 произведений». Собрание стихотворений и поэтических переводов (электронная книга), издательство «Бизнессофт», 2006 год. (недоступная ссылка)
- «Испанские мотивы в русской поэзии XX века», издательство «Центр книги Рудомино», 2011
- Antologia ruskej poezie. Editor a prekladatel Juraj Kalnicky. Ostrava, 2012. /ISBN 978-80-7329-308-6/
- «Terra Italica», 2013 год, «Лето-принт» — «Радиософт»
- «Страна стрекоз», 2015 год, «Лето-принт» — «Радиософт»
- «Карта памяти», 2017 год, «Радиософт»
- «Лигурийский залив», 2018 год, «Радиософт»
- «Я сегодня нарисую крупноспелую волну», 2018 год, «Радиософт». Авторы — Иван Белокрылов (стихи), Елена Бужурина (картины), Ирина Ковалёва (стихи)

### Переводы
- Английская поэзия:

Кристофер Марло, Оскар Уайльд, Мэри Хобсон.
- Венгерская поэзия:

«Плач Марии». Неизвестный автор. (около 1300 г), Андраш Вашахрейн («Песнь о Деве Марии»), Ката Бетлен («Когда охотник ранит лань…»), Ката Сидония Петрёци («Скоро ль стану, пряха…», «Ой вы муки сердца…»), Эржбет Ракоци («Прощание с конями»).
- Болгарская поэзия:

«Болгарская поэзия. Из века в век. Славянская поэзия XX—XXI веков». Москва. Пранат. 2005 -
Ива Харалампиева («Праженщина», «Портрет»)
- Македонская поэзия:

«Навстречу солнцу». Македонская поэзия XIX—XX веков в русских переводах. Ключ. Москва. 1997.-
Венко Марковски (Чужбина), Мите Богоевски (В канун Ильина дня; Минуло тридцать и девять),
Йован Котески (Нерестилище)
«Преображения». Загорка Присаганец-Тодоровска. Современная македонская поэзия. Издательство «Ключ», Москва. 1998.
Загорка Присаганец-Тодоровска (Откровение; наша жизнь; Сновидение; Тревожный сон; Акварель; Краше всех морей; Я столько света впитала; Волны морские на меня накатывали; Послание; Я путешествовала по пути; Преображение; Чёрная песня; Осиротевшее небо; Той ночью без звезд; Пейзаж в сером; По утренним тропинкам; Музыка молчания)
«Македонская поэзия. Из века в век. Славянская поэзия XX—XXI веков». Москва. Радуга. 2002.-
Гане Тодоровски «Вардар» и другие в сборниках «Спокойный шаг» и «Навстречу солнцу», Загорка Присаганец-Тодоровска (сборник стихов «Преображения»), Венко Марковски («Земля»), Константин Миладинов («Тоска по Югу»).
- Русинская поэзия:

Михаил Кеминь (Святые Кирилл и Мефодий), Иван Петровций (Духновичем дарованное слово; Музыкальное видение; «Бесконечна ночь, а тьма опасна…»), Василь Матола (Отче наш; Наш Дух; Дурачу себя, Белым по чёрному).
«Карпатская Русь». Альманах. 2013. Москва. Издание Межрегиональной общественной организации «Объединение русинов»;
- Сербская поэзия:

«Сербская поэзия. Из века в век. Славянская поэзия XX—XXI веков». Москва. Пранат. 2003 -
Елена Стоисавлевич (Молчание; «Там, где ходишь…»; Смедерево)
- Хорватская поэзия:

«Хорватская поэзия. Из века в век. Славянская поэзия XX—XXI веков». Москва. Пранат. 2007; Журнал «Переводчик»(Чита)- № 7 2007 г. -
Адриана Шкунца (Переставляю вещи; Овца; Ночная песня; Врастая в черноту; Звёздные щиты; Фотография). Гордана Бенич (Ступеньки; Эльдорадо; Изучающий ветер и тьму; Из-за звёзд; Слова большого объёма; У материнской груди; Бокал, из которого не могу напиться). Весна Бига (Слово с дырочкой посередине.). Весна Крмпотич (Ужин; Перед шатром; Глас воды в реке; Разъединённость; Многогранная жизнь; Младенцу в утробе).
- Мальтийская поэзия

Петрус Каксаро, Роджер Шиклуна, Ружар Бриффа, Джордж Пизани, Виктор Фенек, Николас де Пиро.
(В журналах «Мир перевода», «Столпотворение», «Переводчик»)